# 小行星1102
小行星1102（1102 Pepita）是一颗围绕太阳公转的小行星。1928年11月5日，朱賽普·科馬斯·索拉在巴塞罗那发现了此天体。
該小行星以發現者的小名佩皮托（Pepito）命名。
这颗小行星的绝对星等为9.35等。